# Vallabha
Vallabha (1479 – 1531), auch Vallabhāchārya, war ein vishnuitischer Heiliger und Philosoph. Er begründete den Pushti-Mārga, den Weg der Fülle der Gnade des Göttlichen, und den Shuddhādvaita-Vedānta, die Lehre des Reinen Nicht-Dualismus.

## Leben und Lehre
Vallabha wurde in Varanasi geboren und verbrachte den größten Teil seines Lebens in Mathura. Sein Vater stammte aus Südindien und sprach Telugu als Muttersprache. Vallabha begründete eine Gemeinschaft von Krishna-Verehrern und verfasste Kommentare zum Brahmasutra und Bhagavatapurana ebenso wie zahlreiche kleinere Schriften. Seine Gemeinschaft brachte im Laufe der Zeit eine umfangreiche Literatur in Sanskrit, Hindi und Gujarati heraus, wobei zu den Autoren auch sein Sohn Vitthalanatha Giridhara gehörte.
Vallabhas Philosophie wird als „reiner“ Nicht-Dualismus (Advaita) bezeichnet, weil sie die Beziehung zwischen Seele und Welt für real hält und nicht für einen Trug der Maya, d. h. letztere kommt nicht als „unreines“, entstellendes Prinzip hinzu. Gemäß Vallabha ist Krishna das höchste und realste Sein, welches die Vielheit als eigene Mannigfaltigkeit in sich birgt. Die Vielheit der Welt rührt daher, dass von den drei Attributen Gottes, Sat, Cit, Ananda (Sein, Bewusstsein, Glückseligkeit), das letztere in den Seelen verhüllt wurde. Der Indologe v. Glasenapp vermerkt dazu: „Die Erkenntnis dieses Sachverhalts hebt die Vielheit nicht auf, nimmt ihr aber ihren leidvollen Charakter.“.
Als Hauptmittel der Befreiung auf diesem Weg gilt Bhakti, eine tiefe Gottesliebe, aber auch der Weg der Erkenntnis, Jnana, wird als nützlich anerkannt. Gemäß Vallabha wirkt Gott in der Welt durch seine vielfältigen Kräfte und offenbart sich in drei Formen als der transzendente Weltenherr Krishna, der in jenseitigen Regionen seine Spiele mit den Hirtinnen (Gopis) treibt; als Akshara, das unpersönliche Weltprinzip, aus dem die Natur (Prakriti) und die Seelen hervorgehen; sowie als der Innewohner (antaryamin), der alles durchdringt und lenkt.
Bei den Bhaktas oder Anbetern Gottes unterscheidet Vallabha zwischen jenen, die durch eigene Bemühung vorankommen, indem sie sich an bestimmte Regeln und Vorschriften halten, sowie jenen, die Gott alles in Hingabe überantworten und denen er seine rettende Gnade (pushti) schenkt. Diese führt er auf dem Pushti-Marga, wörtl. dem „Weg der Fülle“, welcher keine Abwendung von der Welt erfordert, sondern darin besteht, dass der Bhakta all sein Tun in Krishnas Dienst stellt.